# MegaRace 2
MegaRace 2 est un jeu vidéo de course et de combat motorisé de science-fiction développé par Cryo Interactive et édité par Mindscape en 1996. C'est le deuxième jeu de la série entamée par MegaRace en 1993.

## Synopsis
Le jeu se déroule dans un univers de science-fiction où MegaRace est un show télévisé présenté par Lance Boyle (interprété par l'acteur Christian Erickson (en)). Celui-ci en expose le principe : le joueur va pouvoir abandonner la réalité et prendre part à des courses d'engins surarmés où tous les coups sont permis.

## Principe du jeu
MegaRace 2 reprend le principe du premier MegaRace : un jeu de course et de combat motorisé à la troisième personne (la caméra planant derrière et autour de l'engin piloté par le joueur). Le jeu et ses niveaux successifs sont introduits par des scènes cinématiques au cours desquelles intervient le présentateur de l'émission. Le but de chaque niveau est de remporter la course face à huit concurrents. Tous les véhicules sont pourvus d'armes et de divers gadgets qu'il est possible d'utiliser pour retarder ou éliminer les engins concurrents. Le joueur a la possibilité de réparer son véhicule et d'en modifier l'équipement entre les courses. Le jeu comprend 14 véhicules et 6 types d'environnements différents. Une option permet de désactiver les apparitions de Lance Boyle entre les courses si le joueur le souhaite.

## Accueil
- PC Team : 85 %[2]